# Río Cordoncillo
Der Río Cordoncillo, im Oberlauf Quebrada Quincuyacu, ist ein 92 km langer rechter Nebenfluss des Río Huayabamba in der Provinz Mariscal Cáceres in der Region San Martín im zentralen Norden Perus.

## Flusslauf
Als Ursprung des Río Cordoncillo gilt der etwa 3680 m hoch gelegene See Lago Chiquia Cocha an der Ostflanke des 4696 m hohen Nevado de Bolívar. Der See liegt in der peruanische Zentralkordillere nahe der Wasserscheide zum weiter westlich gelegenen Einzugsgebiet des oberen Río Marañón, etwa 5 km nordöstlich der Stadt Bolívar. Der Río Cordoncillo fließt anfangs 20 km in östlicher, anschließend 27 km in ostsüdöstlicher Richtung durch das Bergland. Bei Flusskilometer 63 trifft die Quebrada Llihui von Südwesten kommend auf den Fluss. Zwischen den Flusskilometern 45 und 24 fließt der Río Cordoncillo in einem engen Tal in ostnordöstlicher Richtung. Der Gebirgskamm trennt dabei den Fluss von dem weiter südlich fließenden Río Breo. Der Río Cordoncillo wendet sich 7 km in Richtung Nordnordwest, dann 10 km in Richtung Nordnordost. Der Río Huabayacu Chico trifft von Westen kommend auf den Fluss.
Im Unterlauf fließt der Río Cordoncillo in Richtung Ostnordost und mündet schließlich auf einer Höhe von etwa 450 m in den Río Huayabamba.

## Einzugsgebiet
Das Einzugsgebiet des Río Cordoncillo umfasst eine Fläche von 1013 km². Das Gebiet liegt vollständig im Distrikt Huicungo und besteht hauptsächlich aus tropischem Bergregenwald. Entlang der westlichen Wasserscheide erheben sich die Berge bis auf eine Höhe von mehr als 4000 m. Jenseits dieser liegt das Einzugsgebiet des oberen Río Marañón. An der westlichen Wasserscheide liegen die Quellgebiete von Quebrada Quincuyacu, Quebrada Puitiza und Quebrada Llihui. Im Norden grenzt das Einzugsgebiet des Río Cordoncillo an das des Río Huabayacu, im Süden an das des Río Breo. Das Gebiet ist weitgehend unbewohnt.

## Ökologie
Das Einzugsgebiet des Río Cordoncillo befindet sich innerhalb der Schutzgebiete Concesión para Conservación Alto Huayabamba (im Westen, umfasst das obere Einzugsgebiet) und Concesión para Conservación El Breo (im Osten; umfasst das mittlere und untere Einzugsgebiet).